# Asko Autio
Asko Antero Autio (Ylivieska, 21 aprile 1953) è un ex fondista finlandese.

## Biografia
In Coppa del Mondo ottenne il primo risultato di rilievo il 7 marzo 1982 a Lahti (8°), il primo podio il 4 marzo 1983 nella medesima località (3°) e l'unica vittoria il 12 marzo successivo a Oslo.
In carriera prese parte a un'edizione dei Giochi olimpici invernali, Lake Placid 1980 (9° nella 50 km), e a una dei Campionati mondiali, Oslo 1982 (5° nella 50 km).

## Palmarès

### Coppa del Mondo
- Miglior piazzamento in classifica generale: 12º nel 1983
- 2 podi (entrambi individuali[1]):
  - 1 vittoria
  - 1 terzo posto

#### Coppa del Mondo - vittorie
| Data          | Località | Nazione  | Spec. |
| ------------- | -------- | -------- | ----- |
| 12 marzo 1983 | Oslo     | Norvegia | 50 km |